# Orthotrichales

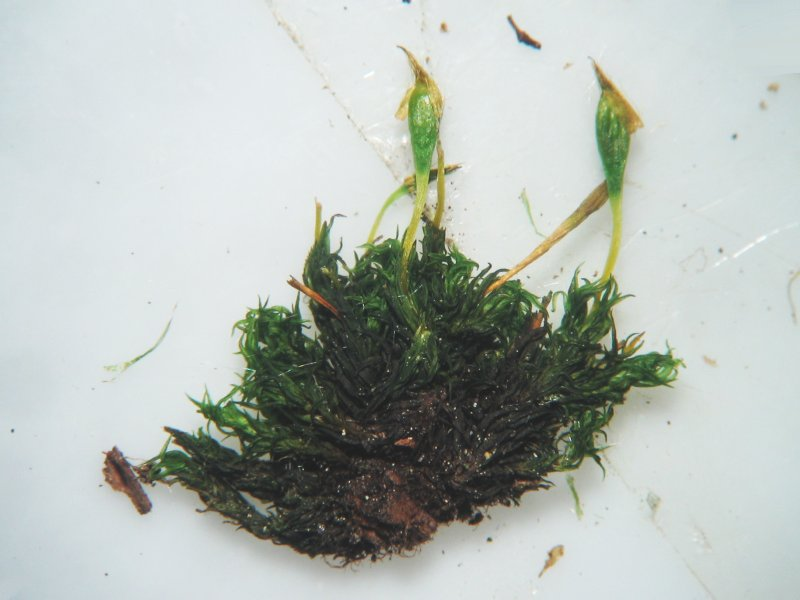
Ulota bruchii.

Orthotrichales é uma ordem monotípica de musgos que tem Orthotrichaceae como única família extante. Muitas das espécies deste grupo taxonómico são epífitas.

## Descrição
Os membros desta família de musgos formam tufos ou relvados. O grupo apresenta distribuição natural quase cosmopolita, estando presente em habitats diversos, ocorrendo sobre o solo, sobre rochas ou como epífitas crescendo sobre o ritidoma (a casca) de árvore e arbustos.
Os musgos pertencentes a esta família apresentam formas que vão do rastejante (musgos pleurocárpicos) às erectas com hastes verticais (musgos acrocárpicos), muitas vezes com filídios ("folhas") que quando secos são encaracoladas, aderentes ou recurvadas. Os filídios são em geral com a forma de uma língua e quase sempre engrossados no bordo. A nervura central é marcada e atinge o ápice do filídio.
A células da lâmina foliar são arredondadas na secção superior da lâmina, mas predominantemente rectangulares na base, mais ou menos alongadas e muitas vezes transparentes. O esporogónio aparenta estar inserido lateralmente devido à presença de uma cimeira com ramificações laterais. O peristoma raramente está ausente e em geral é duplo. Não é raro ocorrer propagação vegetativa através da formação de propágulos.

## Sistemática
A família Orthotrichaceae inclui 19 géneros agrupados em duas subfamílias:
- Subfamília Orthotrichoideae
  - Codonoblepharon
  - Leratia
  - Orthotrichum, presente na Europa
  - Pentastichella
  - Pleurorthotrichum
  - Sehnemobryum
  - Stoneobryum
  - Ulota, presente na Europa
  - Zygodon, presente na Europa
- Subfamília Macromitrioideae
  - Cardotiella
  - Ceuthotheca
  - Desmothcea
  - Florschuetziella
  - Groutiella
  - Leiomitrium
  - Macrocoma
  - Macromitrium
  - Matteria
  - Schlotheimia